# Mogente
Mogente (hiszp. wym. [moˈxente]), Moixent (walenc. wym. [mojˈʃent]) – gmina w Hiszpanii, w prowincji Walencja, we wspólnocie autonomicznej Walencja, o powierzchni 150,23 km². W 2011 roku liczyła 4737 mieszkańców.
W miejscowości znajduje się stacja kolejowa Mogente.